# Odd Thomas contre les créatures de l'ombre
Pour plus de détails, voir Fiche technique et Distribution.
Odd Thomas contre les créatures de l'ombre (Odd Thomas) est un film fantastique américain écrit, coproduit et réalisé par Stephen Sommers et sorti en 2013. Il est adapté du livre L’Étrange Odd Thomas (Odd Thomas) de Dean Koontz.

## Synopsis
Odd Thomas, cuisinier dans un fast-food d'une petite ville du Désert des Mojaves californien, est un médium ayant le pouvoir de voir et parler aux morts. Il utilise ce don afin d'aider ces derniers à passer de l'état de fantômes errants à esprits en paix en résolvant certains des problèmes qu'ils ont eus de leur vivant. Ce don lui permet également de voir des bodachs, des sortes de créatures invisibles aux yeux humains attirées par la mort et la souffrance. À la suite d'un rêve prémonitoire, il voit un homme rentrer dans son restaurant, entouré d'une quinzaine de bodachs. Il va devoir trouver la signification de tout cela car pour lui cela ne présage rien de bon.

## Fiche technique
- Titre original : Odd Thomas
- Titre français : Odd Thomas contre les créatures de l'ombre
- Réalisation : Stephen Sommers
- Scénario : Stephen Sommers, d'après L'Étrange Odd Thomas de Dean R. Koontz (2003)
- Direction artistique : Jon Gary Steele
- Décors : Rosario Provenza
- Costumes : Lisa Jensen
- Photographie : Mitchell Amundsen
- Son : Michael Magill
- Effets visuels numériques : Buf Compagnie
- Montage : David Checel
- Musique : John Swihart
- Production : John Baldecchi, Howard Kaplan et Stephen Sommers
- Sociétés de production : Fusion Films et The Sommers Company
- Sociétés de distribution : Fusion Films et Future Films (États-Unis) ; Entertainment One Benelux (Belgique)
- Pays de production :  États-Unis
- Langue originale : anglais
- Format : couleur - 35 mm - 2.35:1 -  Son Dolby numérique
- Genre : fantastique
- Durée : 93 minutes
- Dates de sortie :
  - États-Unis : 6 avril 2013 (River Bend Film Festival) ; 28 février 2014 (nationale)
  - Belgique : 28 août 2013
  - France : 22 novembre 2013 (Paris International Fantastic Film Festival) ; 12 novembre 2014 (DVD et Blu-ray)

## Distribution
- Anton Yelchin (VF : Hervé Grull) : Odd Thomas
- Willem Dafoe (VF : Patrick Floersheim) : le chef Wyatt Porter
- Leonor Varela : la mère d'Odd
- Patton Oswalt (VF : Jerome Wiggins) : Ozzie P. Boone
- Gugu Mbatha-Raw (VF : Céline Ronté) : Viola
- Melissa Ordway : Lysette
- Addison Timlin (VF : Fily Keita) : Stormy Llewellyn
- Nico Tortorella (VF : Joachim Salinger) : Simon Varner
- Shuler Hensley : Fungus Bob
- Kyle McKeever (VF : Yoann Sover) : l'officier Bern Eckles
- Arnold Vosloo : Tom Jedd

Source et légende : Version française (VF) sur RS Doublage

## Sortie et accueil

### Accueil critique
Le film reçoit des critiques mitigées de la part des critiques de cinéma. L'agrégateur Rotten Tomatoes lui attribue une note de 38 % sur la base des avis de 47 critiques, avec une note moyenne de 5,2/10. Le consensus critique du site précise : « Anton Yelchin est l'homme idéal pour le rôle titre, mais Odd Thomas souffre d'un ton confus. » Metacritic lui donne une note de 45 sur 100, basée sur les avis de 11 critiques, indiquant des « avis mitigés ou moyens ».
Brian Tallerico pour RogerEbert.com lui a attribué une étoile et demie, le qualifiant de "film qui passe par les mouvements avec trop peu de caractère, de style ou d'atmosphère pour le garder engageant". Dennis Harvey pour Variety a déclaré que le film "n'est ni assez spirituel ni assez macabre pour réussir l'équilibre des éléments de Koontz en termes cinématographiques. Il finit donc par se présenter comme juste un autre manège chargé de CGI qui est à la fois surchargé et sous-alimenté."  John DeFore de The Hollywood Reporter a trouvé que le scénario était précipité et que même si le casting était agréable, " Odd Thomas ne nous laisse tout simplement pas beaucoup de désir d'y retourner."
Drew Taylor du site IndieWire a attribué un B au film et l'a qualifié de "meilleure adaptation de Koontz, de loin".

### Box-office
Le film est un échec au box-office : il n'a rapporté que 1 321 097 $ au box-office international. Après avoir été retardé en raison de litiges juridiques, le film a eu une sortie en salles limitée aux États-Unis, en février 2014. Aucun chiffre au box-office national n'a été communiqué.

## Distinctions

### Récompense
- Saturn Awards 2015 : Meilleure édition DVD

### Nominations
- Paris International Fantastic Film Festival 2013 :
  - Prix Ciné+ Frisson du meilleur film
  - Œil d'or du meilleur film de la compétition internationale